# 机械七段数字显示

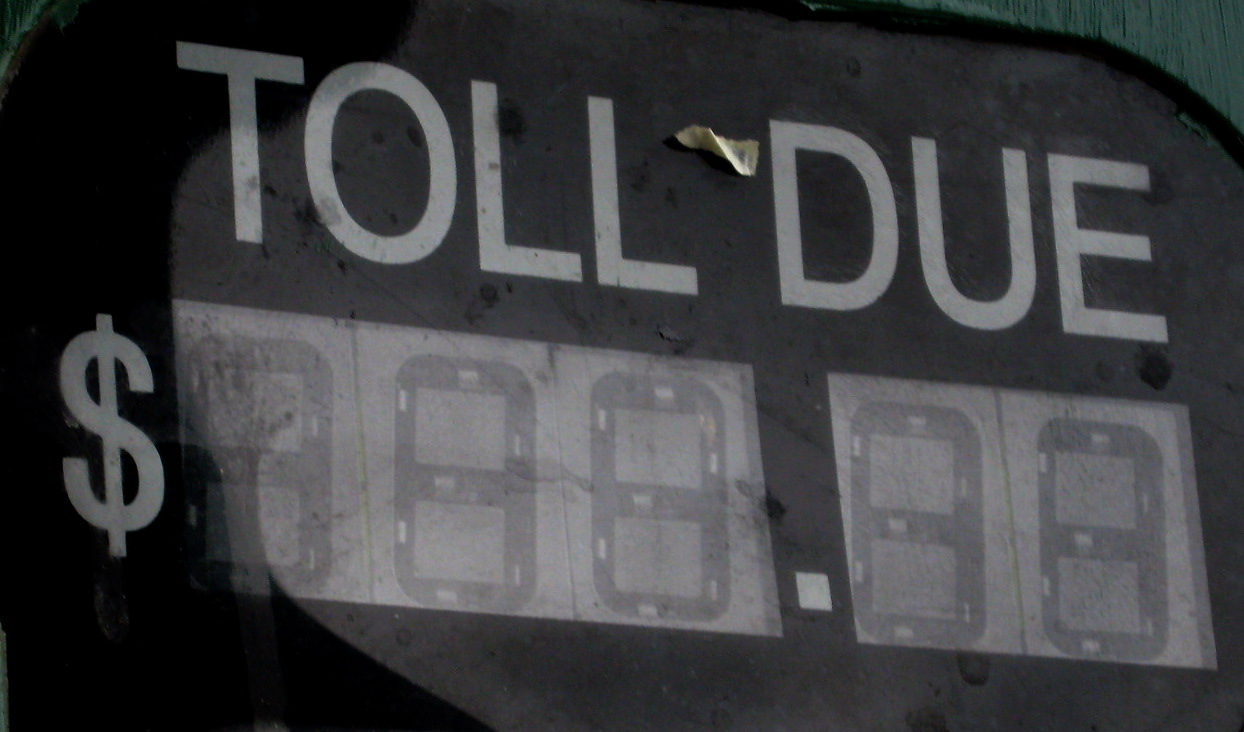
闲置的翻板显示，摄于俄克拉何马州塔尔萨市的Creek Turnpike收费高速公路

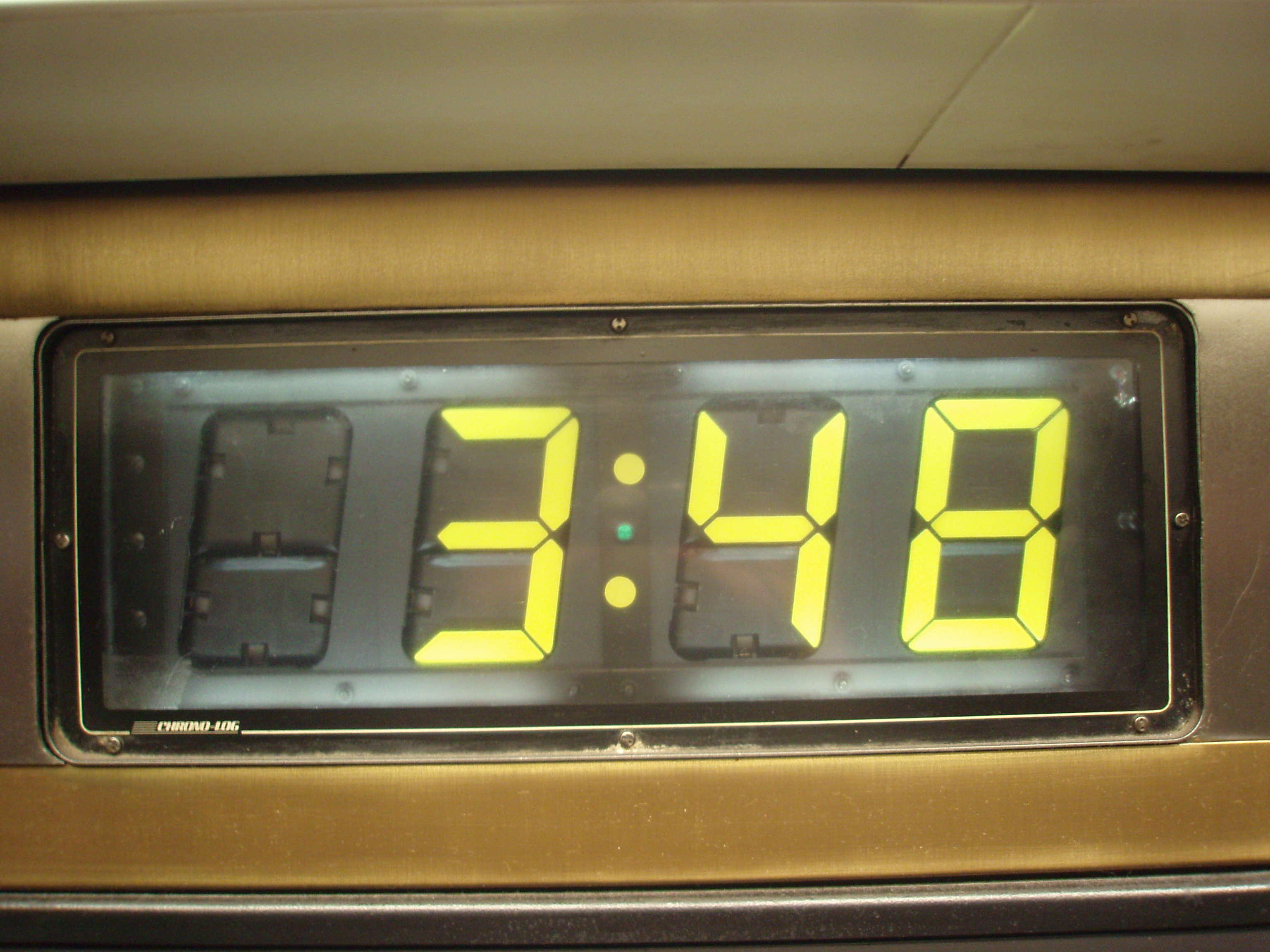
使用中的七段翻板显示，摄于纽约宾夕法尼亚车站

机械七段数字显示，又称“叶片显示”（Vane Display），是一种机械形式的7段显示。不同于发光二极管（LED）和真空荧光（VFD）分段显示，机械七段数字显示由七个实体平面翻板组成，通常涂成白色，但偶尔有其他颜色，例如黄色或荧光绿色。 如果其中一段（笔画）要被显示为“停用”，它将被旋转至边缘向外，涂色表面指向他处而不可见；显示为“启用”的一段将转至其涂色一面得到展示。
机械七段数字显示以和点阵磁翻显示相似的方式运作，七段笔画对应的翻板利用电磁铁快速移动。某些使用在不需显示内容快速变化的场合的变体，利用电机转动将翻板移出和移入显示位置。
机械七段数字显示已被应用于游戏节目和体育场馆的记分牌。 同方格显示一样，它们不会被电视录影棚里的明亮灯光淹没。机械显示的另一个好处在于，如果电力供应丢失，装置会继续显示断电前的最后输入而不论是什么内容。然而，如同点阵磁翻显示，若需同时改变大量内容，翻动的显示元件则会产生大量噪音。

## 应用实例
- 美国和加拿大的游戏节目使用机械七段数字显示以展示参赛者的分数或倒计时。 在此之前，幻灯片显示（slide display）更为常见。
- 在欧洲和北美的加油站外，使用装有机械七段数字显示的标牌显示油价。
- 俄克拉何马州高速公路管理局（英语：Oklahoma Turnpike Authority）在若干自动缴费机（automatic toll collection basket）上使用机械七段数字显示应付金额。
- 新泽西州收费高速公路在所有道路限速标牌上使用机械七段数字显示；它们显示为空白的情况并不罕见；替代的資訊可變標誌如今使用电子限速标记。其他各种地点的可变限速，也采用机械七段数字显示或方格显示（英语：eggcrate display）、点阵磁翻显示或发光二极管显示，以显示当前区域的速度限制值。

## 图集

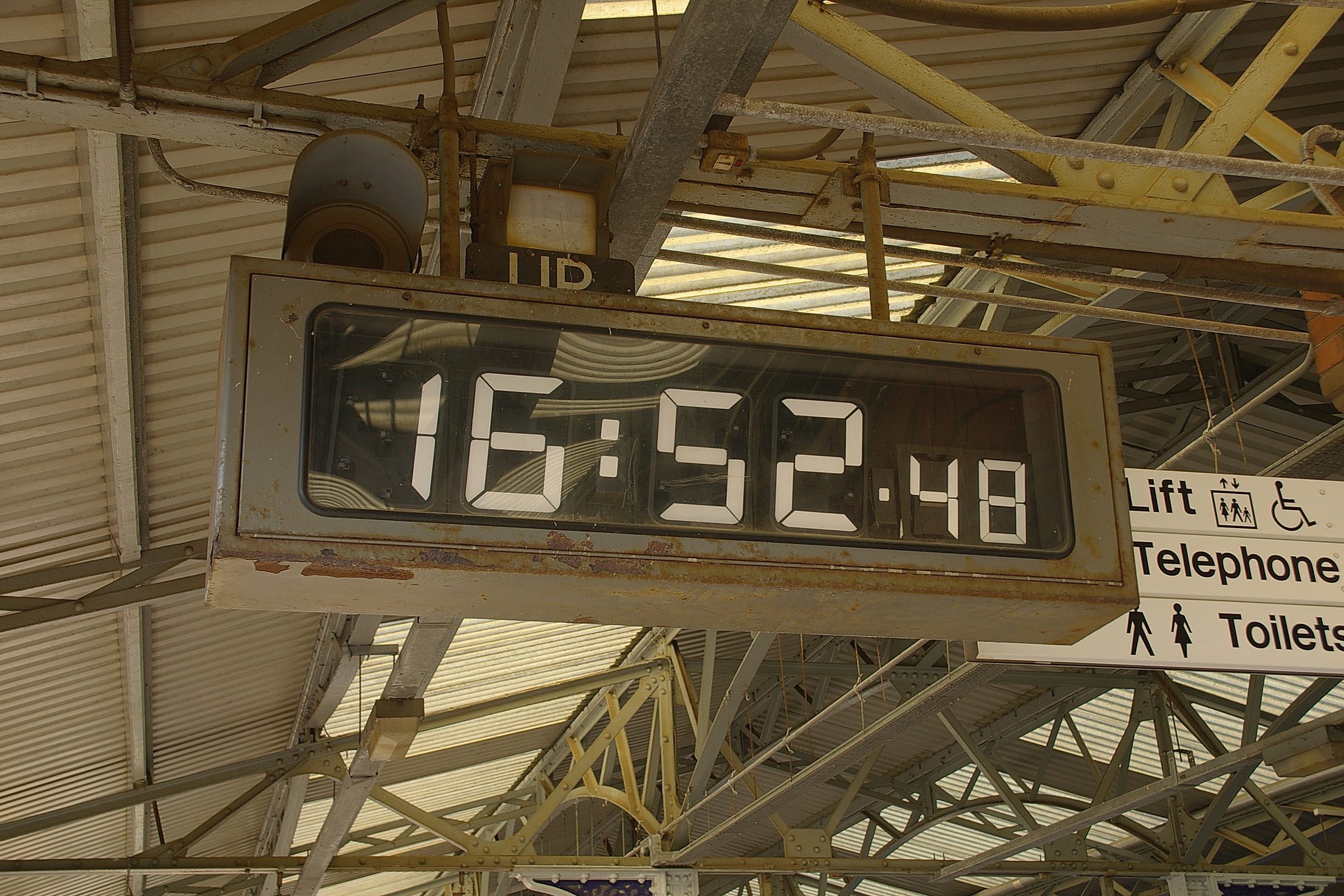
使用机械七段数字显示的时钟，摄于英国威斯伯雷车站（英语：Westbury railway station）第2、3站台
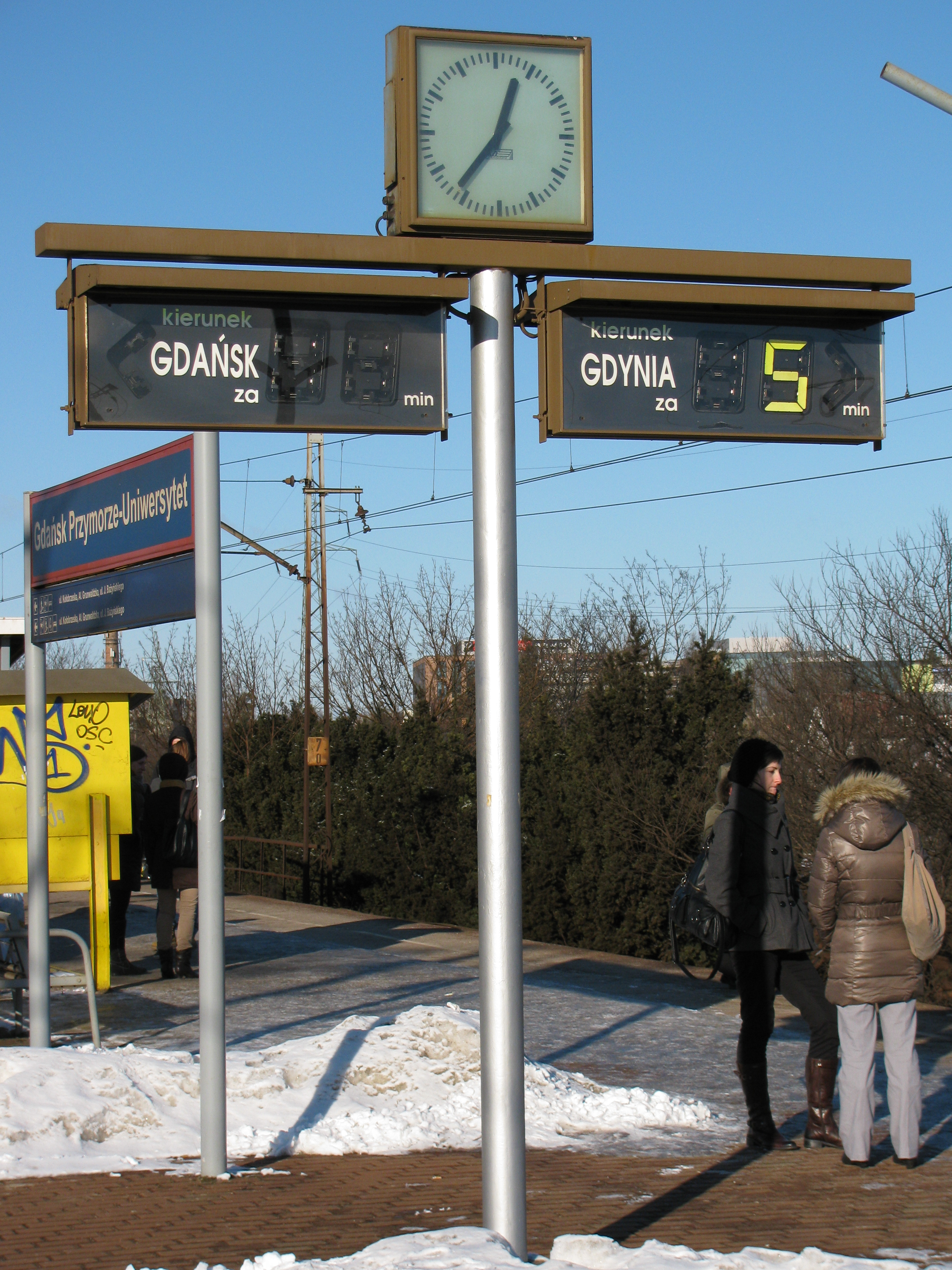
使用机械七段数字显示的站台标牌，显示列车预计抵达时间，摄于波兰格但斯克滨海-大学车站（英语：Gdańsk Przymorze-Uniwersytet）
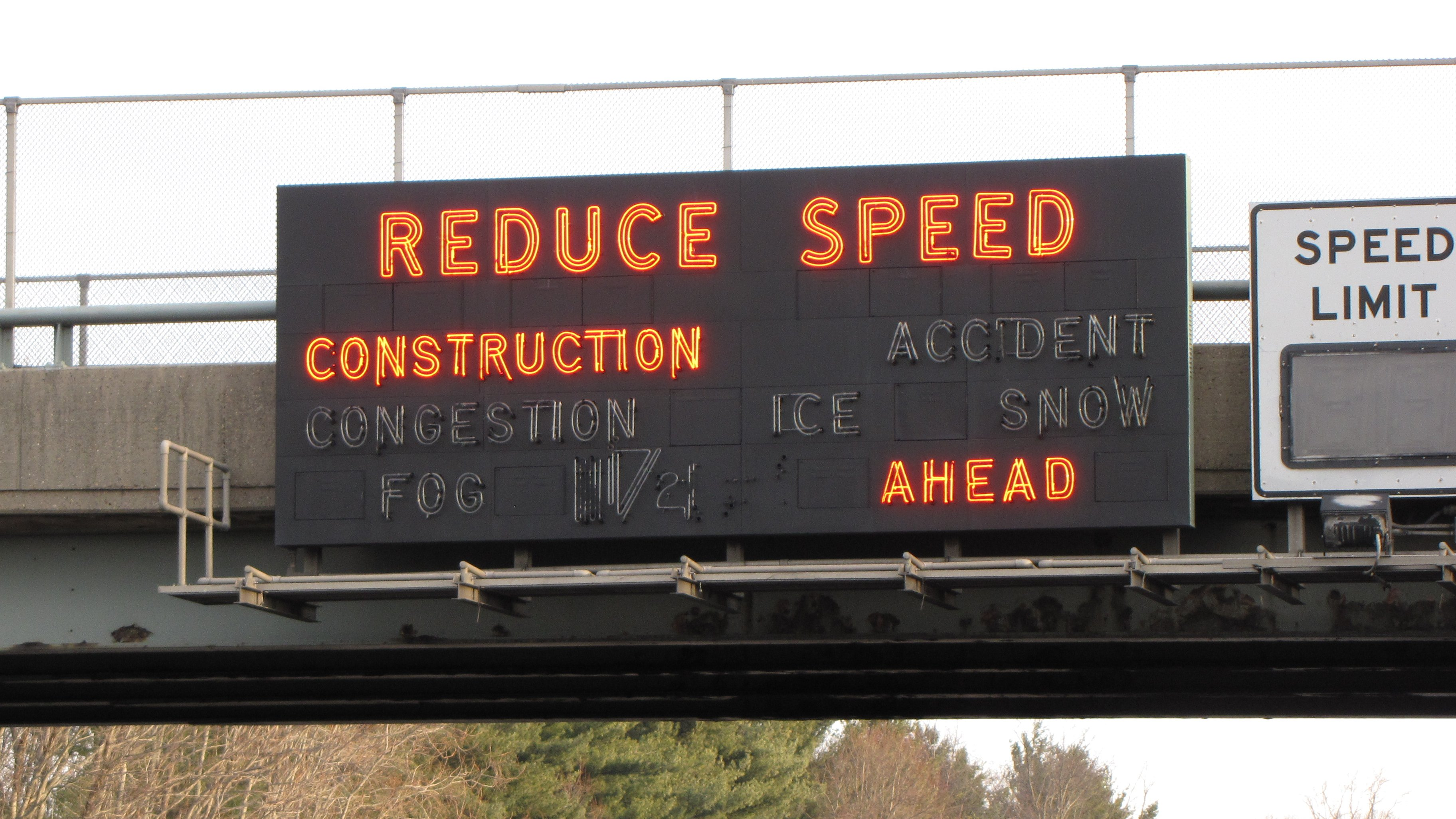
新泽西收费高速公路的辉光管可变情报板（英语：Variable-message sign），右侧是显示为空白的机械七段数字限速标牌